# The Sydney Morning Herald

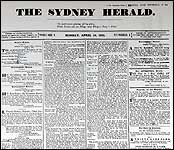
The Sydney Morning Herald #1

The Sydney Morning Herald (SMH) è un quotidiano australiano pubblicato da Fairfax Media a Sydney. Fu fondato nel 1831 come Sydney Herald. È il più vecchio quotidiano pubblicato ancora oggi in Australia.
Storicamente è un giornale politicamente conservatore.